# Митита, Руми
Ру́ми Мити́та (яп. 道田 るみ Michita Rumi, род. 20 февраля 1969, Хоккайдо) — японская кёрлингистка.
В составе женской сборной Японии участница чемпионата мира 1992 (заняли девятое место), чемпионка Тихоокеанского региона (1991). Также участвовала в зимних Олимпийских играх 1992 года, где кёрлинг был демонстрационным видом спорта и где женская команда Японии заняла восьмое место. Двухкратная чемпионка Японии среди женщин.

## Достижения
- Тихоокеанско-азиатский чемпионат по кёрлингу: золото (1991).
- Чемпионат Японии по кёрлингу среди женщин: золото (1991, 1992).

## Команды
| Сезон   | Четвёртый    | Третий          | Второй      | Первый          | Запасной Тренер | Турниры                              |
| ------- | ------------ | --------------- | ----------- | --------------- | --------------- | ------------------------------------ |
| 1990—91 | Маюми Сэгути | Утагэ Мацудзаки | Руми Митита | Хидэми Итаи     | Yukari Mabuchi  | ЧЯЖ 1991                             |
| 1991—92 | Мидори Кудо  | Маюми Сэгути    | Маюми Абэ   | Утагэ Мацудзаки | Руми Митита     | ТАЧ 1991                             |
| 1991—92 | Маюми Сэгути | Мидори Кудо     | Маюми Абэ   | Утагэ Мацудзаки | Руми Митита     | ЗОИ 1992 (демо) (8 место) · ЧЯЖ 1992 |
| 1991—92 | Маюми Сэгути | Мидори Кудо     | Маюми Абэ   | Руми Митита     | Хидэми Итаи     | ЧМ 1992 (9 место)                    |

(скипы выделены полужирным шрифтом)